# Eterosessismo
L'eterosessismo è un sistema di atteggiamenti, bias e discriminazione favorevole alla sola pratica di relazioni sessuali tra persone di sesso opposto. Può includere il presupposto che tutte le persone, sia umani che animali, debbano obbligatoriamente essere eterosessuali "per natura" o che l'attrazione e relazioni con il sesso opposto siano l'unica forma di sessualità normativa, e di conseguenza superiore rispetto a qualunque altra forma di attrazione sessuale: in questo caso specifico l'eterosessismo diventa eteronormatività.
Persone di ogni orientamento sessuale possono avere attitudini eterosessiste, e l'eterosessismo formare una parte di odio internalizzato nei riguardi del proprio orientamento sessuale. L'eterosessimo come discriminazione posiziona le persone LGBTQ (gay, lesbiche, bisessuali, transgender e queer) e appartenenti ad altre minoranze sessuali come "cittadini di seconda classe" in riguardo a vari diritti civili e legali, opportunità economiche e uguaglianza sociale in molte giurisdizioni e Paesi del mondo. L'eterosessimo è spesso collegato all'omofobia.

## Contesto
Il termine fu utilizzato per la prima volta nel 1971 dall'attivista per i diritti gay Craig Rodwell.

### Etimologia ed uso
Termini simili includono "eterocentrismo" e "eterosessualismo". Sebbene il termine eterosessismo venga spesso spiegato come un neologismo derivato dalla parola sessismo, la derivazion del suo significato punta di più verso (1.) eterosess(ual) + -ismo che (2.) etero- + sessismo. In effetti, la parola eterosessualismo (heterosexualism) è stata usata come equivalenti a sessismo and razzismo.
Data questa mancanza di trasparenza semantica, ricercatori, educatori, critici teorici e attivisti LGBT hanno proposto e usato termini come: omofobia istituzionalizzata (institutionalized homophobia), omofobia promossa dallo stato, pregiudizio sessuale, privilegio etero, La mente etero (The Straight Mind una collezione di saggi della scrittrice francese Monique Wittig), eterosessualità obbligatoria o termini meno conosciuti come eterocentrismo, omonegatività, e dalla teoria di genere e teoria queer, eteronormatività. Tuttavia, non tutti questi termini sono sinonimi di eterosessismo.

### Contrasto con omofobia
Il termine omofobia, una forma di eterosessismo, si riferisce sia alla "paura o antipatia irrazionale verso omosessualità ed omosessuali" che al "comportamento basato su tali sentimenti". Invece, l'eterosessismo denota il "sistema di pensiero ideologico che rende l'eterosessualità la sola norma da seguire nelle pratiche sessuali". In quanto pregiudizio che favorisce eterosessualità ed eterosessuali, l'eterosessismo è stato descritto come "codificato e caratteristico delle maggiori istituzioni sociali, culturali ed economiche della nostra società" e ha origine dall'essenzialista nozione culturale che mascolinità e femminilità sono complementari.
Il ricercatore, scrittore e professore di psicologia Gregory M. Herek afferma che "[l'eterosessismo] opera attraverso un doppio processo di invisibilità e attacco. L'omosessualità rimane invisibile culturalmente; quando persone coinvolte in comportamenti omosessuali o che sono identificate come omosessuali diventano visibili, sono soggette ad attacchi da parte della società." Inoltre, con autori di violenza contro le persone LGBT, la psicologa forense Karen Franklin fa notare che "l'eterosessimo non è solo un sistema di valori personale, [ma] è uno strumento nel mantenimento di una dicotomia di genere." Continua dicendo che "attacchi a danni di omosessuali e altri individui che deviano dalle norme di ruoli di genere sono visti come una forma di controllo sociale della devianza piuttosto che come una risposta difensiva ad una minaccia personale."